# Jean Willaume
Jean Willaume, né le 4 mars 1930 à Gerbéviller et mort le 12 janvier 2007 à Strasbourg, est un dirigeant français du Racing Club de Strasbourg.
Il est président du RC Strasbourg de novembre 1985 à septembre 1986. Il est également président de la section handball du Racing Club de Strasbourg omnisports.
Outre ses fonctions de dirigeant de football, Monsieur Jean Willaume fut un homme politique marquant dans le département de Tarn-et-Garonne en devenant notamment maire de la commune de Parisot de 1993 à 2005 et président fondateur de la communauté de communes Quercy Rouergue Gorge de l'Aveyron dont le siège est à Saint Antonin Noble Val.